# Pierre Bazzo
Pierre Bazzo (* 27. Januar 1954 in Bourg (Gironde)) ist ein ehemaliger französischer Radrennfahrer und Sportlicher Leiter.

## Sportliche Laufbahn
Bazzo war im Straßenradsport aktiv. Er begann im Verein SC Nord Blayais mit dem Radsport. Als Amateur gewann er 1976 eine Etappe in der Tour de l’Avenir (17. Platz im Gesamtklassement), das Etappenrennen Tour des Pyrénées und das Eintagesrennen Paris-Connerré.
1977 wurde Bazzo Berufsfahrer im Radsportteam Lejeune–BP und blieb bis 1985 als Radprofi aktiv. Er fuhr als Domestik für Lucien Van Impe und Joop Zoetemelk. In seiner Profikarriere gewann Bazzo den Grand Prix de Mauléon-Moulins 1979 und 1982, den Boucles des Flandres 1982, die Tour de Vendée und den Grand Prix de Plouay 1983 sowie den Grand Prix de Plumelec 1984. Dazu holte er Etappensiege in der Tour du Vaucluse 1978, bei Paris–Nizza 1980 und 1982 sowie im Critérium du Dauphiné libéré 1985.
Zweiter wurde Bazzo im Grand Prix de Plumelec 1978, in der Tour du Limousin 1979 hinter Bernard Vallet und 1983 hinter Dominique Arnaud sowie im Grand Prix de Fourmies 1984. Während der Tour de France 1983 wurde er positiv auf ein Dopingmittel getestet und mit einer Zeitstrafe belegt.

## Grand-Tour-Platzierungen
| Grand Tour            | 1977 | 1978 | 1979 | 1980 | 1981 | 1982 | 1983 | 1984 | 1985 |
| --------------------- | ---- | ---- | ---- | ---- | ---- | ---- | ---- | ---- | ---- |
| Vuelta a EspañaVuelta | –    | –    | –    | –    | –    | –    | –    | –    | 15   |
| Giro d’ItaliaGiro     |      |      |      | –    | –    | –    | –    | –    | –    |
| Tour de FranceTour    | DNF  | 21   | 33   | 9    | 31   | 39   | 21   | DNF  | 21   |

## Berufliches
Nach seiner aktiven Karriere wurde er Sportlicher Leiter im Team Fagor-MBK. Später betrieb er ein Fahrradgeschäft und war als Sportmanager tätig.